# Opencast
Opencast er her et udtryk anvendt til at beskrive lyd og videoindhold, primært i en akademisk sammenhæng. Udtrykket kombinerer 'Åben' (Open) som synonym for Open Source og/eller Open Access, og den sidste del af udtrykket "Broadcast". Udtrykket er blevet til i den kontekstuelle sammenhæng mellem Opencast Community og Opencast Matterhorn projektet.

## Opencast Community
Opencast Community blev startet af University of California, Berkeley i 2007 med henblik på at samle akademiske institutioner, personer og private virksomheder/firmaer med interesse i produktion, håndtering og distribution af lyd og videoindhold i en akademisk kontekst. Kommunikationen omkring relaterede emner foregår på projektets hjemmeside Arkiveret 31. januar 2010 hos  Wayback Machine og via maillister Arkiveret 11. januar 2010 hos  Wayback Machine. Målene for Opencast Community er beskrevede i projektets mission statement Arkiveret 1. februar 2010 hos  Wayback Machine. Det mest fremtrædende projekt som del af Opencast Community er Opencast Matterhorn build projektet.

## Opencast Matterhorn
Matterhornprojektet udspringer fra Opencast Community, hvor 13 institutioner fra Nordamerika og Europa initierede et samarbejde med det endemål at udvikle et Open Source baseret stykke software, der med henblik på understøttelsen af produktion, håndtering og distribution af lyd og videoindhold i en akademisk kontekst, herunder med særlig vægt på optagelser af forelæsninger. Målet med Matterhorn er at skabe en letanvendelig kæde af software komponenter med henblik på at automatisere hertil relaterede processer..
Projektet sigter mod at kombinere de enkelte løsninger og målrette forskellige universiteters viden og erfaringer i ét delt og open source baseret produkt. Udviklingen af et sammenhængende og ensartet system med en åben udviklingsproces er valgt for også at initiere udvekslingen af produceret undervisningsmateriale. OpenCast Matterhorn modtager funding fra Hewlett Foundation og Andrew W. Mellon Foundation.

## Andre betydninger
Opencast bruges også om åben minedrift (open-cast, open-pit, open-cut, strip mining)

## Fodnoter
1. ↑  07.28.2009 – Communal Webcasting platform to beef up campus's popular educational content

Retrieved from "Opencast"
Categories: Free educational software